# Nationalisme irano-islamique
 (juin 2025).
Le contenu est difficilement compréhensible vu les erreurs de traduction, qui sont peut-être dues à l'utilisation d'un logiciel de traduction automatique.
Le nationalisme irano-islamique dont les soutiens sont aussi appelés religieux-nationalistes sont une faction politique en Iran qui se compose d'individus et de partis embrassant le nationalisme iranien et l'islam.,

## Histoire
L'Islamo-nationalisme iranien combine à la fois des éléments iraniens et islamiques. Dans les années 1960, Jalal Al-e Ahmad , auteur, activiste et intellectuel public, a commencé à faire croire que l'Islam chiite était nécessaire dans le cadre de l'identité iranienne. Son essai, "Gharbzadegi" (Intoxication occidentale), qu'il a écrit en 1962, était une critique de l'occidentalisation en Iran. Une partie de celui-ci a déclaré que "l'enchantement par l'Occident" est une "maladie contagieuse" qui pourrait bientôt séparer les Iraniens de leur culture et de leur religion. Son pèlerinage de 1964 à La Mecque fut un moment crucial dans la vie du sceptique Al-e Ahmad. Cela l'a transformé d'un sympathisant communiste à un nationaliste iranien chiite fondamentaliste qui voulait la transformation religieuse de la politique iranienne et considérait le clergé chiite comme le gardien des traditions indigènes contre l'occidentalisation parrainée par l'État par la dynastie Pahlavi. Dans les années 1970, Ali Shariati, sociologue et intellectuel iranien, s'impose comme une personnalité clé du mouvement islamo-nationaliste iranien. Il s'est inspiré du Front de libération nationale algérien lors de son séjour en France dans les années 1960, il a également traduit une anthologie de Frantz Fanon en persan. Contrairement à Fanon, Shariati croyait que la religion était nécessaire dans la lutte pour la liberté. Shariati considérait l'Islam chiite comme le ciment de la société iranienne et comme le lien entre le passé, le présent et l'avenir iraniens. Comme Al-e Ahmad, Shariati était extrêmement opposé à la fascination du peuple iranien pour l'Occident et l'a exhorté à "revenir à lui-même". Shariati a exhorté ses partisans à ne pas simplement attendre le retour de l'Imam Mahdi, mais à hâter son retour en luttant pour la justice,.

## Après la révolution iranienne
L'islamo-nationalisme iranien faisait partie de l' idéologie de la révolution iranienne à la suite des militants islamo-nationalistes des années 1960 et 1970. La création d'une théocratie chiite et la confrontation à l'occidentalisation faisaient partie du nationalisme de Khomeiny. Comme Ali Ahmad, il a mis en garde contre la "pénétration de la culture occidentale vénéneuse dans les nations musulmanes", et il voulait construire un Iran qui inculque l'Islam chiite au cœur de son identité nationale. Khomeiny a fréquemment défié l'Arabie saoudite soutenue par l'Occident et il voulait faire de l'Iran la capitale du monde musulman.

## Politique
Les islamonationalistes iraniens sont principalement représentés par les Principlistes néo-conservateurs et par les Religieux-Nationalistes, bien que tous ne soient pas d'accord avec la faction Religieux-Nationalistes parce qu'elle est réformiste, a des tendances de gauche et que certains islamo-nationalistes ne sont que des principlistes de droite qui ont des opinions nationalistes,.

## Islamo-nationalistes iraniens notables
- Navvab Safavi
- Rouhollah Khomeini
- Mohsen Rezaï
- Mahmoud Ahmadinejad
- Ebrahim Raïsi